# سرطان (حيوان)
السرطان أو السلطعون أو كابوريا (الاسم العلمي: Brachyura). هو حيوان قشري عشر قدمي، ينتمي لما تحت رتبة قصيرات الذنب (الاسم العلمي: Brachyura)، نظراً لقصر ذيله البارز أو المخفي تحت قفصه الصدري. تنتشر السرطانات في كل محيطات العالم، وتوجد عدة أنواع منها تستوطن المياه العذبة والبر، خاصة في المناطق الاستوائية. هناك حوالي 6,793 نوع معروف حالياً و 1800 أحافير غير مبهمة لأنواع منقرضة مختلفة مختلف من 93 عائلة مختلفة ينتمي إلى رتبة السرطانات. لا ينتمي السرطان الناسك وجراد البحر والجمبري والقريدس والروبيان وسرطان حدوة الحصان إلى رتبة السرطانات بالرغم من تشابه التسمية أو الشكل. الأنواع التي تنتمي إلى عائلة متفاوتات الذيول (بالإنجليزية:  Anomura)‏ تشبه عادة السرطانات الحقيقة ولكنها ليست كذلك.

## نشأة
يمكن إيجاد السرطانات في أي محيط في العالم في حين أن الكثير من السلالات تعيش في المياه العذبة والأراضي خاصة في المناطق الاستوائية.
حوالي 850 سلالة هي بحرية (مياه عذبة)، برية، برمائية في المناطق الاستوائية والشبه الاستوائية. كان يعتقد أن السرطانات أحادية العرق (أي ينتمون لسلف واحد) ولكن الآن يعتقد أن سلالة السرطان تشمل نسبين مختلفين على الأقل. أحدهما من العالم القديم (آسيا - أفريقيا - أستراليا) والآخر من العالم الحديث (أمريكا الجنوبية - أمريكا الشمالية).
أقدم الحفريات الغير المبهمة تعود إلى العصر الجوراسي (181 إلى 135 مليون سنة مضت) بالرغم من أن العصر الكربوني (359.2 إلى 299.0 مليون سنة مضت) عاش فيه حيوان الكاراباس (بالإنجليزية: Carapace)‏ الذي يمكن أن يكون سرطانا بدائيا.
التشعب التكيفي للسرطانات بدأ في العصر الطباشيري أو عند انقسام قارة غندوانا المتزامن مع التشعب التكيفي للأسماك العظمية. ومنه ظهرت السرطانات المفترسة الأوائل.

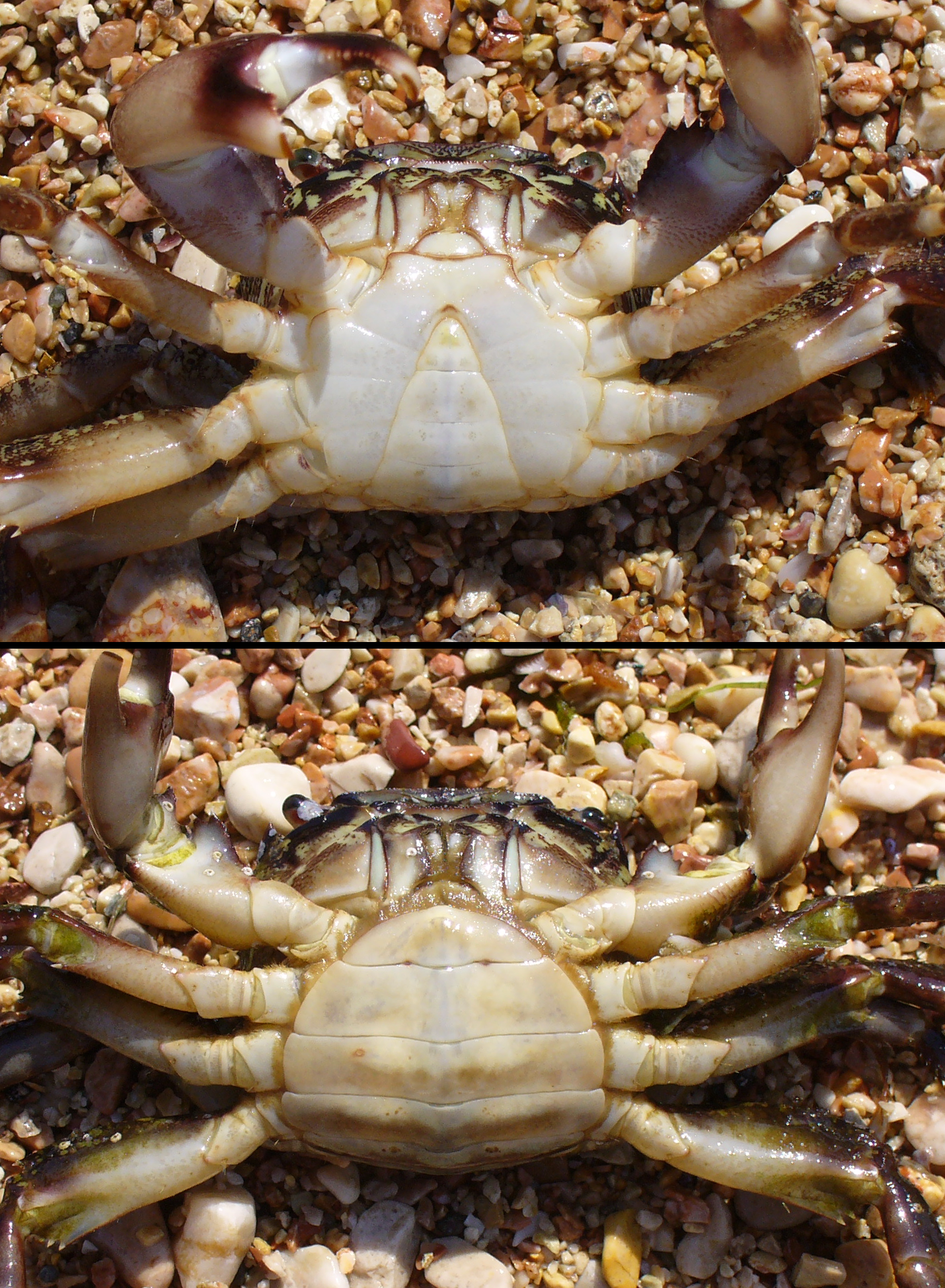
في الأعلى صورة ذكر سرطان وفي الأسفل أنثى.
تظهر المقارنة الفارق من حيث شكل المعدة وحجم المخالب بين جنسي السرطان الرخامي.

## الفارق بين الجنسين
- يملك الذكر عادة مخلبًا أكبر لجذب الإناث.[12] بعض السرطانات تملك مخلبا كبيرا نسبيا واحدا لجذب الإناث.
- يملك الذكر عادة بطناً ضيقاً ومثلثاً. بينما تملك الإناث بطنا مستديرة وواسعة لحضن الصغار.[13]
- تختلف النسبة بين حجمي الجنسين حسب النوع مثلا الأنثى أكبر من الذكر بالنسبة إلى سرطان البازلاء [14] والذكر أكبر من الأنثى بالنسبة إلى السرطان الأزرق وسرطان الشبح الأطلسي وسرطان خليج الشاطئ.[15]
- السرطانات تظهر فرقا ملحوظا بين الجنسين وهذه الفروقات تختلف حسب النوع.

| النوع                              | صورة الذكر | صورة الأنثى | مثنوية الشكل الجنسية                                   |
| ---------------------------------- | ---------- | ----------- | ------------------------------------------------------ |
| سرطان رخامي                        |            |             | - مخالب الذكر أقوى من مخالب الانثى - إختلاف شكل المعدة |
| Eriphia verrucosa (السرطان الأصفر) |            |             | - إختلاف شكل ولون المعدة                               |

## الشكل

### تشريح
تملك السرطانات الصفات الأساسية عشاريات الأقدام. وتملك هيكلا خارجيا رقيقا مكونا من كربونات الكالسيوم زوجا من المخالب (chela)
يتراوح حجم السرطان بين بعض الملميترات مثل سرطان البازلاء  إلى حجم السرطان العنكبوت الياباني (4 أمتار = 13 قدم = 157.5 إنش = 4.374 ياردة).

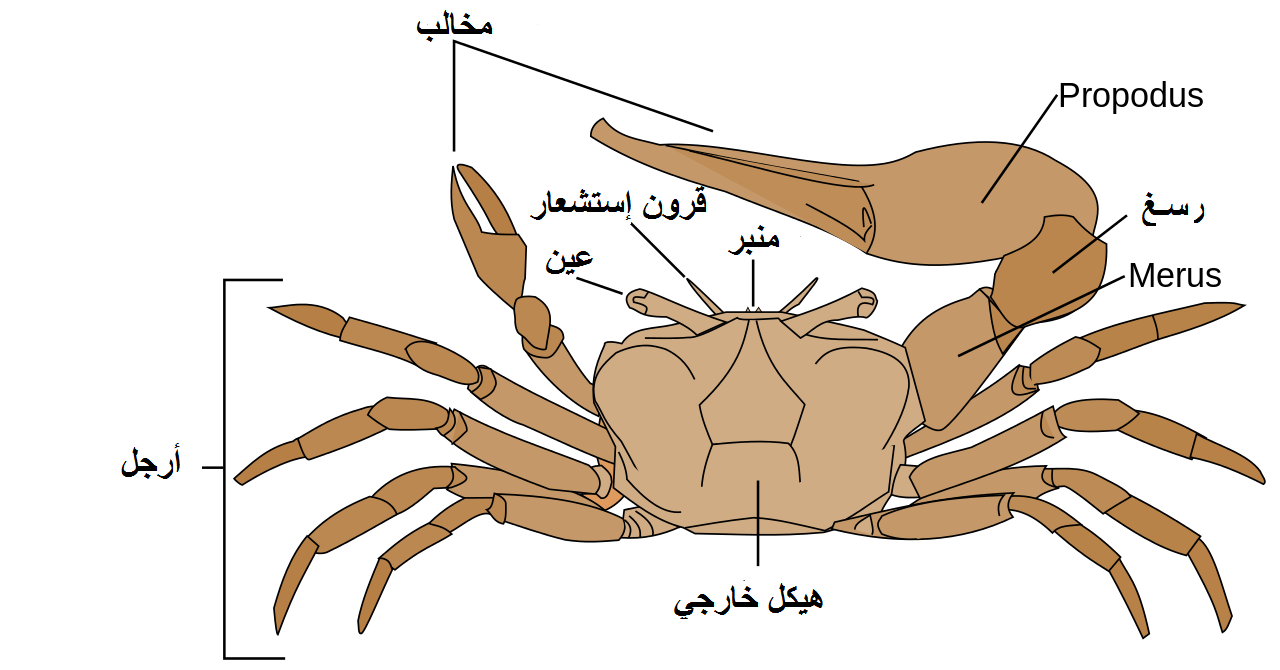
تشريح ذكر سرطان عازف الكمان

من صفات هذا الحيوان أن له جسما دائريا مسطحا وهو مغطى بدروع قشرية قوية، وله خمس أزواج من الأرجل يستخدمها في السير والسباحة.. ومنها زوج عبارة عن كلابات ضخمة (تسمى بالخليج عضاعض) يستخدمها في الأكل والصيد والدفاع عن نفسه، ويمكنه من خلال هذه الكلابات أن يحطم الأصداف بسهولة للحصول على ما بداخلها من الرخويات.

### مخالب
يختلف الشكل والحجم النسبي للمخالب الكبيرة للسرطانات اختلافاً كبيرا بين الأنواع حسب العادات التي تمارسها. ولذكر السرطان العازف كلاب (مخلب) واحد أكبر بكثير من الكلابات الأخرى. وتعيش سرطانات الناسك في محارات بحرية فارغة تحكم إغلاقها، مستخدمة أحد مخالبها بابا. ويأخذ لون وشكل ونسيج المخالب والأرجل والأجسام كثيرا من الظلال والأشكال. وتجري كثير من السرطانات على الطرق الجانبية لرمال أو صخور شاطئ البحر. ويوجد للسرطانات السابحة زوائد تشبه المجداف على قوائمها. ولديه القدرة على التضحية بإحدى أطرافه أو أرجله في حالة إحساسه بالخطر والتي يمكنه أن يعوضها بنموها من جديد.

سرطان عازف الكمان (Uca perplexa) يلوح بمخلبه الكبير لجذب الإناث

## التزاوج
تجذب السرطانات شريكها بمادة الفيرومون أو من خلال وسائل بصرية أو صوتية أو اهتزازية. تَستخدم مادة الفيرومون عادة من قبل السرطانات البحرية بينما تستخدم السرطانات البرية والسرطان البرمائية العلامات البصرية كالتلويح بالم خالب الكبيرة لجذب الإناث. العديد من السرطانات لديها إخصاب داخلي. بإمكان إناث السرطانات أن تخزن الكائنات المانوية لمدة طويلة قبل أن تستعمله لتخصيب البويضات.

## تغذية
السرطان حيوان كالش (يتغذى على الحيوانات والنباتات). وهو يتغذى على المخلفات والغماريات والروبيان ومتماثلات الأرجل وروبيان السرعوف وكثيرات الأشعار والـOstreoida وثنائيات الصدفة وبطنيات القدم. وهو فريسة لعدة أنواع من الأسماك كالبوروك الأوروبي والنازلي الفضي (silver hake) والنازلي المرقط (spotted hake) والنازلي السنجاب (Squirrel Hake) والقد (cods) والحدوق (haddocks) وغراب البحر والسمك الأزرق.

## علاقته بالإنسان

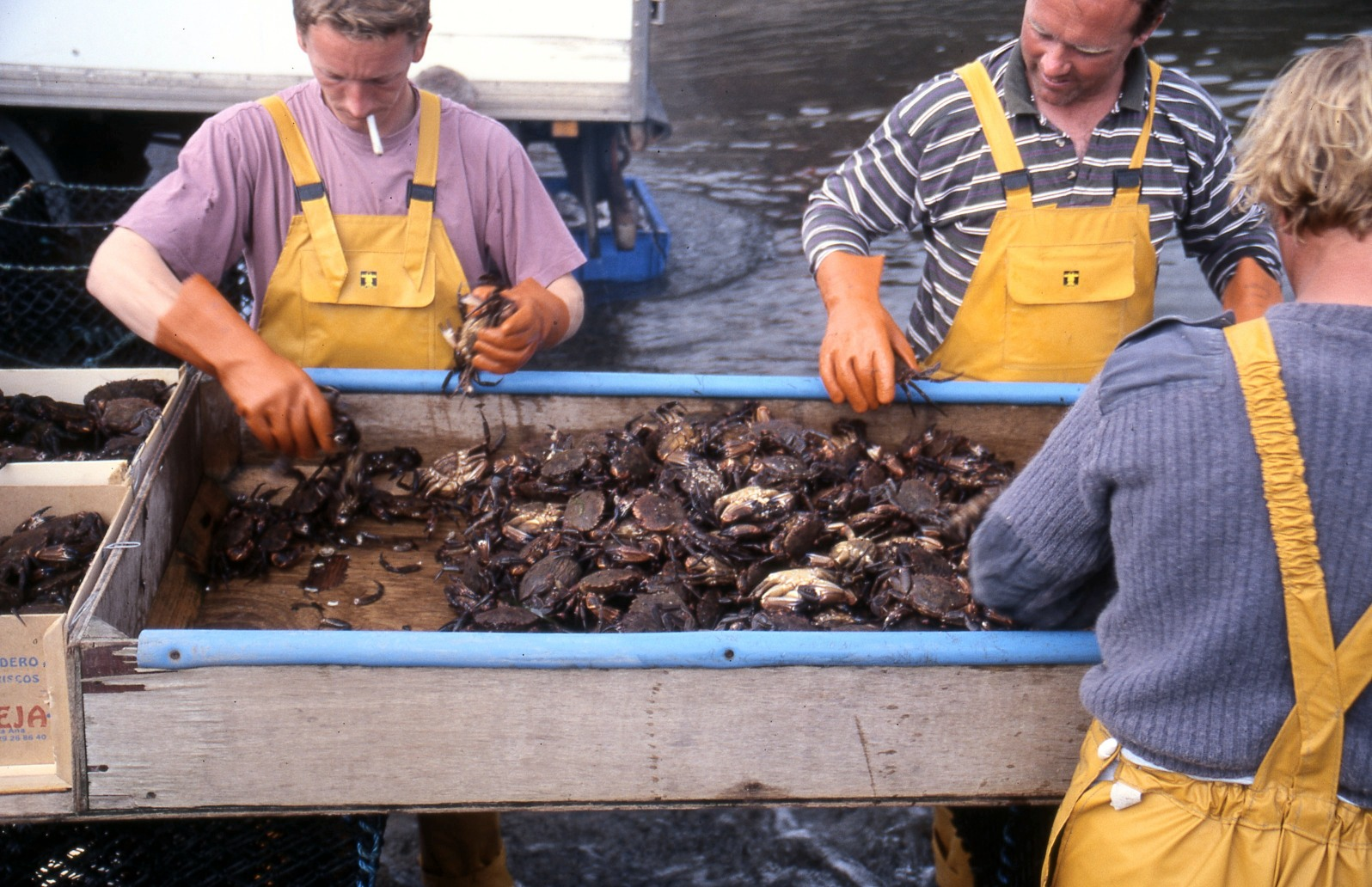
عمال يفرزون السرطانات المخملية في اسكتلندا

### صيد السرطانات

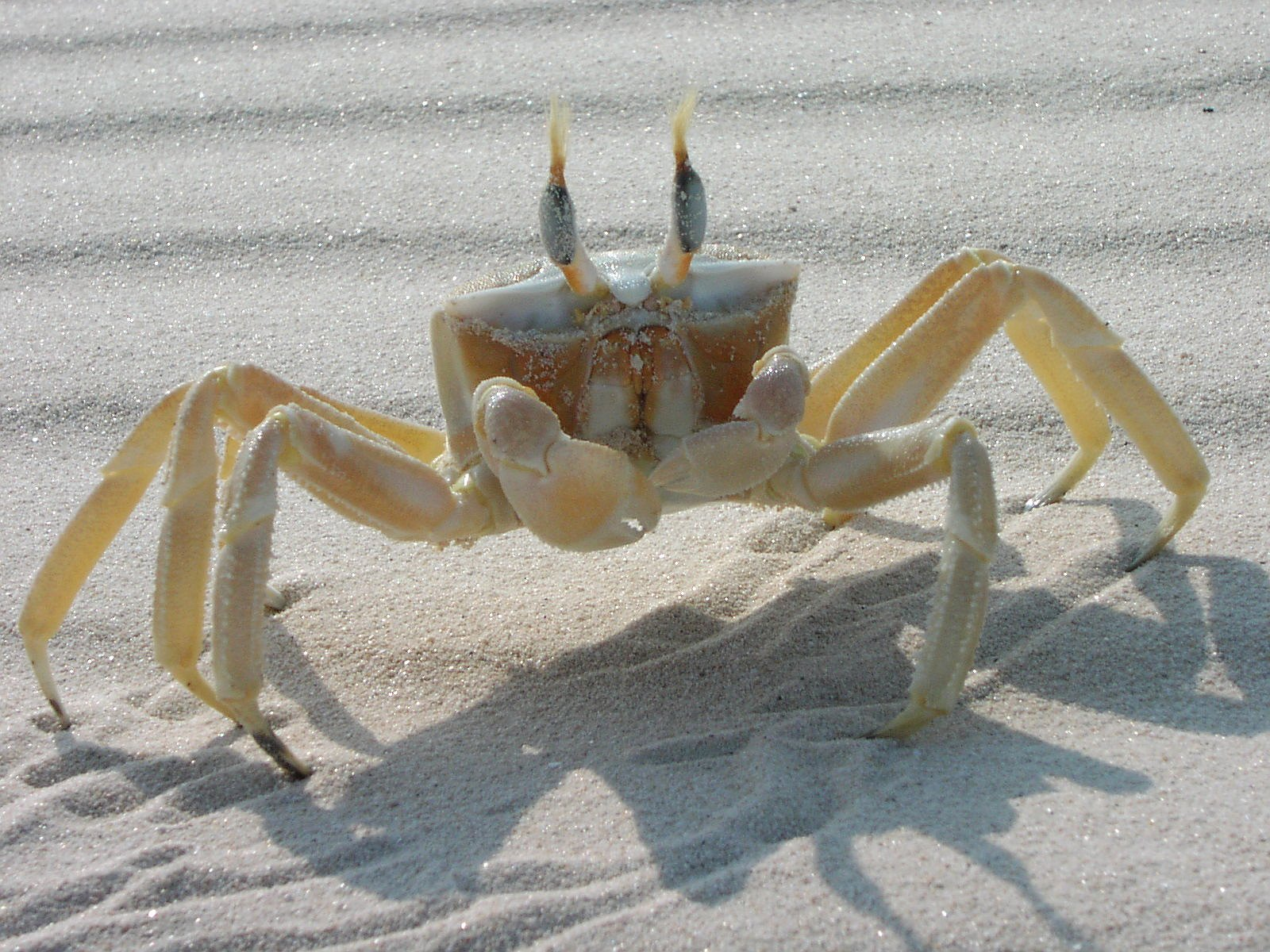
صورة للسرطان بالساحل الشمالي المصري

تُصاد السرطانات الحقيقة وتُربى في مزارع سمكية وتستهلك في جميع أنحاء العالم، 20% من القشريات التي تصطاد وتربى هي سرطانات (1,4 طن يستهلك سنويا). سلالات السرطانات الأكثر إصطيادا هي سرطانات الحصان (Portunus trituberculatus ) وسرطانات الزهور (Portunus pelagicus) وسرطانات الثلج (Chionoecetes) والسرطانات الزرقاء (Callinectes sapidus) والسرطانات البنية (Cancer pagurus) وسرطانات دونجونيس (Metacarcinus magister) وسرطانات الوحل (Scylla serrata), كل واحدة منها توفر حوالي معدل 20.000 طن سنويا.
الجدول التالي يلخص محاصيل السرطان من سنة 2000 إلى سنة 2008 بالطن

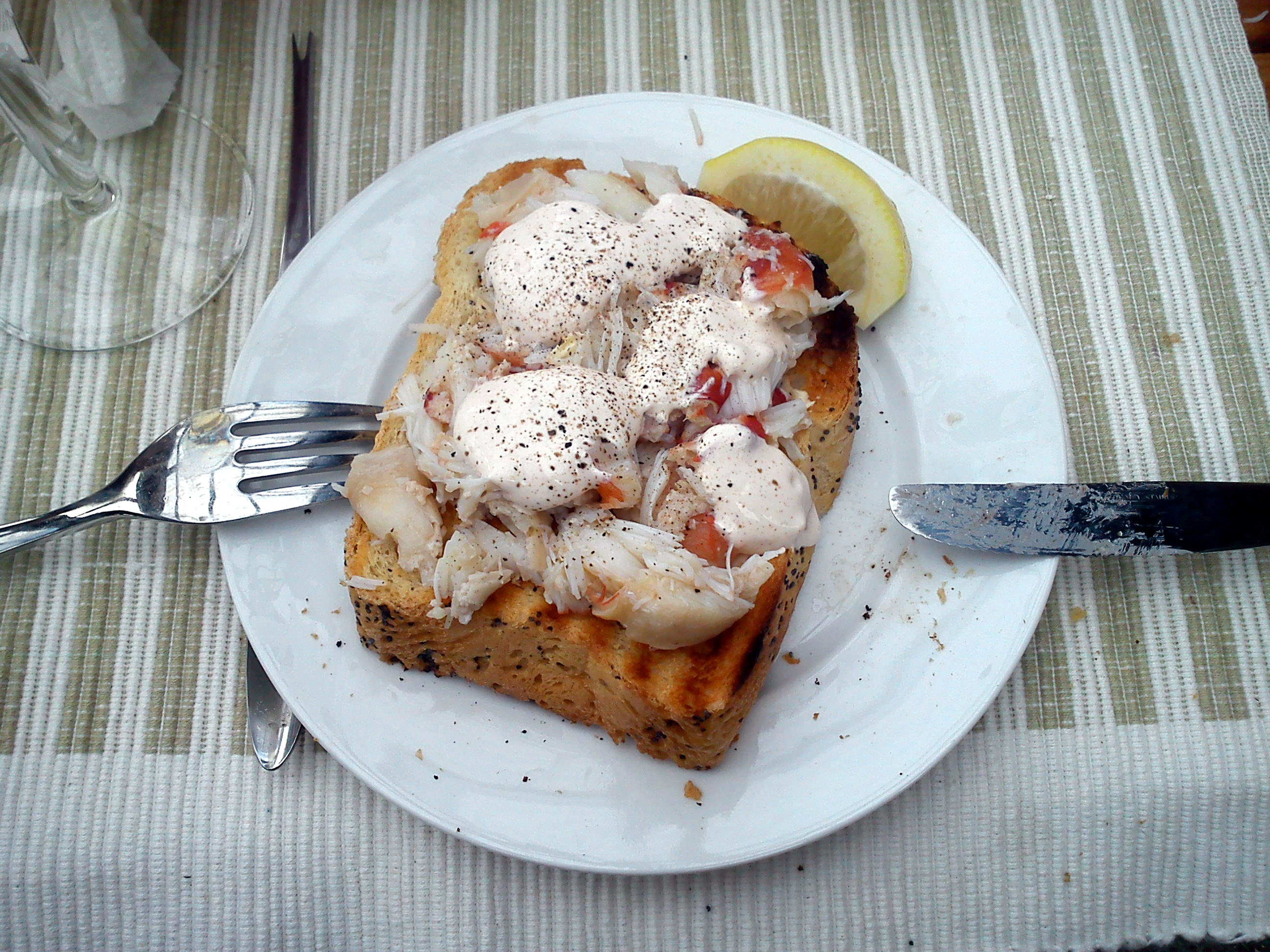
لحم سرطان مستخلص من المخالب فوق خبز محمص

| السنة                 | 2000      | 2001      | 2002      | 2003      | 2004      | 2005      | 2006      | 2007      | 2008      |
| --------------------- | --------- | --------- | --------- | --------- | --------- | --------- | --------- | --------- | --------- |
| صيد                   | 1,046,269 | 1,034,898 | 1,061,697 | 1,246,889 | 1,252,260 | 1,233,523 | 1,302,069 | 1,300,559 | 1,319,953 |
| تربية الأحياء المائية | 125,501   | 145,130   | 171,979   | 167,533   | 178,838   | 195,995   | 198,258   | 231,065   | 240,781   |
| المجموع               | 1,171,770 | 1,180,028 | 1,233,676 | 1,414,422 | 1,431,098 | 1,429,518 | 1,500,327 | 1,531,624 | 1,560,734 |

### معارضة صيد السرطانات
عادة ما تُغلى السرطانات وهي حيّة عند الطهي. صرح العلماء النروجيين في عام 2005 أنها لا تشعر بالألم ، ولكن الدراسات الأحدث أشارت أن السرطان قادرة على الشعور وتذكر الألم.

## ثقافة

### طهو
- بعض السرطانات لديها قيمة غذائية كبيرة، مثلا السرطان الأوروبي صالح للأكل وله صدفة كبيرة لها قشرة سهلة الكسر.
- يعتبر السرطان الأزرق أكثر السرطانات البحرية التي تباع غذاء في أسواق شرقي أمريكا الشمالية. وفي المنطقة الهندية الباسيفيكية يتم صيد أنواع مختلفة للأكل أيضا.
- أشهر هذه الأنواع هو السرطان الأزرق السابح الذي يوجد في مياه أستراليا.
- بالإضافة إلى السرطان الأزرق السابح، يصيد الأستراليون أيضا سرطان المانجروف أو سرطان الطين بكميات كبيرة، وهو نوع ذو جسم ثقيل وصدفة شوكية.
- كما يتم صيد السرطان العنكبوتي الياباني بكميات كبيرة في منطقة الشرق الأقصى.

### فن ومجالات أخرى

علم ديركس لاند

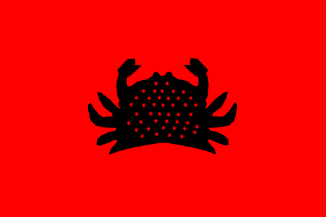
علم اتحاد السكان، الكاميرون، 1995

- علم ديرغكس لاند (dirksland) وعلم اتحاد السكان في الكاميرون (1995) يحتويان على صورة سرطان.
- مستر سلطة (Mr krabs) في برنامج سبونج بوب[24] هو شخصية خيالية تشبه السرطان.
- كرابي (krabby - クラブ) هو اسم بوكيمون[25] يشبه السرطان.
- كراب (krabe) هو أحد الوحوش التي ظهرت في فيلم أبطال ليوكو
- سديم السرطان هو بقايا مستعر أعظم وسديم رياح نبضية في كوكبة الثور.
- كراب (crab) هي أغنية ألفت عام 2003.(عنوانها يعني سرطان).
- الرجل السرطان (crabman) هو إحدى شخصيات مسلسل «اسمي إيرل».
- قصة السرطان ذا المخالب الذهبية (بالفرنسية: Le Crabe aux pinces d'or [الفرنسية]) هي قصة نشرت عام 1940.
- (Brainstorm) هو إحدى شخصيات مسلسل بن 10 وهو كائن فضائي يشبه السرطان.[26]

## التصنيف
- قصيرات الذنب الحقيقية
  - متغايرات الثقوب
    - البطمونينات
      - البطمونات
        - البطموناوات
          - البطمون